# Кафене Централ
Кафене „Централ“ (на немски: Café Central) е популярно кафене във Виена, разположено на улица Херенгасе в район Инерещат в двореца Ферстел.
Кафенето е отворено през 1876 г. от братя Пахи. В края на 19 век, кафе „Централ“ се превръща в едно от най-важните места за срещи на виенската интелигенция. Постоянни посетители на кафенето са Петер Алтенберг, Алфред Адлер, Егон Фридел, Хуго фон Хофманстал, Антон Ку, Адолф Лоос, Лео Перуц, Алфред Полгар и Лев Троцки.
Кафенето е затворено след края на Втората световна война. През 1975 г. след ремонта на двореца Ферстел кафене „Централ“ отново отваря врати. През 1986 г. кафенето отново е ремонтирано. В настояще време, „Централ“ с неговата литературна история е една от културните забележителности на австрийската столица.